# Visconde de Vilarinho de São Romão
Visconde de Vilarinho de São Romão é um título nobiliárquico criado por D. Maria II de Portugal, por Decreto de 17 de Setembro de 1835, em favor de António Lobo Barbosa Teixeira Ferreira Girão.
Titulares
1. António Lobo Barbosa Teixeira Ferreira Girão, 1.º Visconde de Vilarinho de São Romão;
2. Álvaro Ferreira Teixeira Carneiro de Vasconcelos Girão, 2.º Visconde de Vilarinho de São Romão;
3. Luís António Ferreira Teixeira de Vasconcelos Girão, 3.º Visconde de Vilarinho de São Romão.

Após a Implantação da República Portuguesa, e com o fim do sistema nobiliárquico, usaram o título: 
1. Francisco José Carneiro de Vasconcelos Girão, 4.º Visconde de Vilarinho de São Romão, 5.º Barão das Lajes;
2. Luís Manuel Ferreira Ferrão de Vasconcelos, 5.º Visconde de Vilarinho de São Romão, 6.º Barão das Lajes.